# Blaesoxipha prohibita
Blaesoxipha prohibita är en tvåvingeart som först beskrevs av Aldrich 1916.  Blaesoxipha prohibita ingår i släktet Blaesoxipha och familjen köttflugor. Inga underarter finns listade i Catalogue of Life.